# Xenocallia punctatissima
Xenocallia punctatissima är en skalbaggsart som beskrevs av Maria Helena M. Galileo och Martins 1990. Xenocallia punctatissima ingår i släktet Xenocallia och familjen långhorningar. Inga underarter finns listade i Catalogue of Life.